# Ilja Iljitsch Traber
Ilja Iljitsch Traber (russisch Илья Ильич Трабер; * 8. September 1950 in Omsk, Sowjetunion) ist ein russischer Unternehmer und Antiquitätenhändler. Er soll auch über enge Verbindungen zur russischen Mafia verfügen und ein persönlicher Freund von Präsident Wladimir Putin sein. Er wurde als einer der Führungsfiguren der Tambow-Bande genannt, welche im Sankt Petersburg der 1990er Jahre die organisierte Kriminalität beherrschte.

## Biografie
Traber stammt aus Omsk und absolvierte die Höhere Marineschule in der Stadt Sewastopol auf der Krim. Er diente in den sowjetischen Streitkräften in der U-Boot-Flotte und erreichte den Rang eines Leutnants. Er war auch Mitglied der Kommunistischen Partei der Sowjetunion. 1980 verließ er das Militär und ging nach Leningrad, wo er erst als Barkeeper in einer Bierbar arbeitete und später in den Handel mit Antiquitäten einstieg, weshalb er später den Spitznamen „der Antiquitätenhändler“ erhielt. Nach dem Zerfall der Sowjetunion erhielt Traber 1991 von der Stadt Sankt Petersburg ein Monopol auf den Antiquitätenhandel, wodurch er zu großem Wohlstand gelangen konnte. Er baute enge Kontakte in der Lokalpolitik auf und soll Putin mit dem späteren St. Petersburger Bürgermeister Anatoli Sobtschak bekannt gemacht haben.
Sein Wohlstand ermöglichte es Traber, eine Reihe von weiteren Unternehmungen zu etablieren und in den Handel mit Erdöl einzusteigen. Traber soll in dieser Zeit als der „Buchhalter“ der Tambow-Bande fungiert haben, die durch Gewalt und Auftragsmorde die Kontrolle über den Hafen von St. Petersburg erlangte und dabei von Putin unterstützt wurde, der für Bürgermeister Sobtschak arbeitete. Traber soll dabei als Mittelmann zwischen Mafia und der Politik fungiert haben. Auf Putins Wunsch stellte Traber Putins Protegé Alexei Miller als Hafenmanger ein. Über den Hafen sollen in den 1990er und 2000er Jahren Drogen der kolumbianischen Drogenmafia geschmuggelt worden sein. Putin war in dieser Zeit für den Außenhandel der Stadt zuständig und vergab 1994 an die Tambow-Bande die Lizenz, die Stadt mit Erdölprodukten zu versorgen. 1996 soll er vier Prozent der Gewinne erhalten haben, nachdem er die Kontrolle über die Ölversorgung des Flughafen Pulkowo an Angehörige der Tambow-Bande vergeben hatte. Als guter Freund von Putin war Traber der einzige Angehörige der Tambow-Bande, mit dem sich Putin offen zeigte. Traber war mindestens zwischen 2004 und 2016 Ehrengast bei Putins Geburtstagsfeierlichkeiten, auch nachdem dieser 1999 Ministerpräsident Russlands geworden war.
Mitte der 1990er wanderte er nach Spanien aus und hielt sich auch oft in der Schweiz und Monaco auf. In Westeuropa baute er ein Netz von Hunderten von Unternehmen auf, die Immobilien registrierten und diese dann wiederholt zu steigenden Preisen über Strohfirmen weiterverkauften, die von denselben Personen kontrolliert wurden. Der Zweck dieser Konstrukte soll die Geldwäsche für die russische Mafia und Personen aus dem inneren Kreis von Putin gewesen sein. Traber floh 2016 zurück nach Russland, als in Spanien Anklage gegen ihn und weitere Personen wegen Geldwäsche erhoben wurde. Abgehörte Gespräche ergaben, dass Traber vom Schmuggel in den Häfen von Primorsk und Wyborg profitiert hatte. 2018 wurden allerdings alle Personen, darunter Traber, freigesprochen.
2019 wurde der Tambow-Anführer Wladimir Kumarin, der ein enger Partner von Traber war, wegen Auftragsmorden und organisierter Kriminalität in Sankt Petersburg zu zusätzlichen 24 Jahren Haft verurteilt. Er war schon 2007 verhaftet und zu langen Haftstrafen verurteilt worden, was auf Befehl von Putin erfolgt sein soll. Traber blieb jedoch auch danach in der Gunst des Kreml und erhielt weiterhin Staatsaufträge. Er besitzt verschiedene Vermögenswerte im Nordwesten Russlands und gehört eigenen Aussagen zufolge zu den 40 reichsten Unternehmern Russlands. Traber gründete nach dem Beginn des russischen Überfalls auf die Ukraine 2022 die Organisation „Leninigradskij Rubesch“, welche die russische Armee bei ihrer Kriegsanstrengung unterstützt. Das Nationale Antikorruptionsbüro der Ukraine erließ deshalb Sanktionen gegen ihn.